# Gemeinsamer Verbündeindex
Der Gemeinsame Verbündeindex (GVI) ist ein uniformer Suchindex über die Bestände der sechs deutschen Bibliotheks-Verbundsysteme sowie der
Deutschen Nationalbibliothek (DNB), der Zeitschriftendatenbank (ZDB) und des Österreichischen Verbundes.
 
Der GVI wird in einem kollaborativen Open-Source-Model unter der Führung der Verbundzentralen von SWB, hebis und KOBV entwickelt und wird im Auftrag der Arbeitsgemeinschaft der Verbundsysteme (AGV) betrieben.

Das Projekt 'Gemeinsamer Verbünde-Index' wurde im Jahr 2010 initiiert. und alle Partner tragen gleichberechtigt zum Gelingen des Projektes bei.
Der Suchindex GVI enthält einen regelmäßig aktualisierten Datenbestand von über 240 Millionen Titeldatensätzen deutschsprachiger Bibliotheken (Stand: 2025).

Die Verbundzentralen und Verbundbibliotheken können den GVI entgeltfrei zum Aufbau eigener Suchsysteme (online) oder als Datenquelle für Fachinformationen(offline) nutzen. Auch externen Einrichtungen und Organisationen kann die freie Nutzung auf Antrag gewährt werden. Die derzeit wichtigsten Anwendungsbereiche sind Fernleihe in Deutschland und die Unterstützung von Fachinformationsdiensten. 